# Aliceni, Buzău
Aliceni este un sat în comuna Poșta Câlnău din județul Buzău, Muntenia, România.